# 세보르가

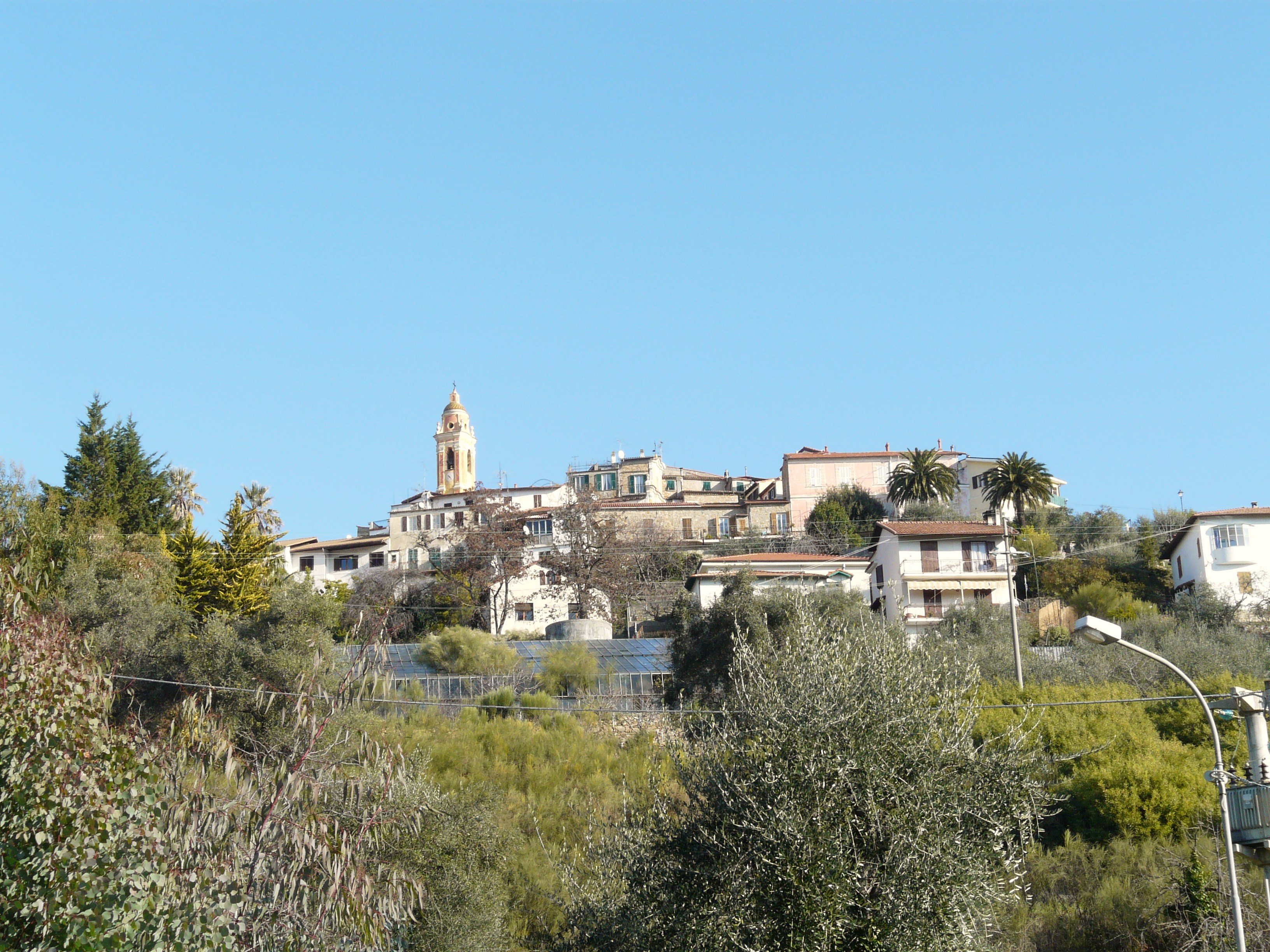
세보르가

세보르가(이탈리아어: Seborga)는 이탈리아 리구리아주 임페리아도에 위치한 코무네로 면적은 4.91km2, 높이는 500m, 인구는 316명(2008년 12월 31일 기준), 인구 밀도는 64명/km2이다. 주요 산업은 원예와 관광업이다.
이탈리아로부터 독립을 선언한 마이크로네이션인 세보르가 공국으로 유명한 곳이다.